# Players Tour Championship 2012/13
Die Players Tour Championship 2012/13 war eine Serie von Snookerturnieren, die in der Snooker-Saison 2012/13 zum dritten Mal ausgetragen wurde. Im Vergleich zu den anderen Weltranglistenturnieren der Snooker Main Tour gab es weniger Punkte für die Snookerweltrangliste zu holen. Es handelte sich um eine Pro-Am-Turnierserie, bei der Main-Tour-Profis und Amateure mitspielten. Allerdings qualifizierten sich die acht erfolgreichsten Teilnehmer der UK/Europa Preisgeldrangliste und vier der Asien Preisgeldrangliste, die sich nicht schon über die Snookerweltrangliste oder ein 2-Jahres Tour Ticket für die folgende Saison qualifiziert hatten, direkt für die Snooker-Saison 2013/14.
Die 25 erfolgreichsten Spieler der 10 in Großbritannien und Europa gehaltenen Turniere qualifizierten sich für das Finalturnier („Grand Finals“), wo um ein deutlich höheres Preisgeld gespielt wurde. Im Vergleich zum Vorjahr kamen drei Turniere in China hinzu, dafür fielen zwei in England weg. Die Sieger der asiatischen PTCs qualifizierten sich direkt für das Grand-Final. Zusätzlich wurden vier Plätze auf der Main-Tour für die Folgesaison und dem Grand-Final über eine separate Preisgeldrangliste der drei chinesischen Turniere vergeben.

## Turnierübersicht
| #      | Datum                                                           | Turnier                                        | Austragungsort             | Sieger          | Finalist        | Ergebnis |
| 1      | 18. Juni bis 22. Juni 2012                                      | APTC Event 1                                   | Zhangjiagang               | Stuart Bingham  | Stephen Lee     | 4:3      |
| 2      | 18. Juli bis 22. Juli 2012                                      | PTC Event 1                                    | Gloucester                 | Stephen Maguire | Jack Lisowski   | 4:3      |
| 3      | 8. August bis 12. August 2012                                   | PTC Event 2                                    | Gloucester                 | Martin Gould    | Stephen Maguire | 4:3      |
| 4      | 23. August bis 26. August 2012                                  | ET Event 1 – Paul Hunter Classic 2012          | Fürth                      | Mark Selby      | Joe Swail       | 4:1      |
| 5      | 5. September bis 9. September 2012                              | PTC Event 3                                    | Gloucester                 | Rod Lawler      | Marco Fu        | 4:2      |
| 6      | 23. September bis 27. September 2012                            | APTC Event 2                                   | Yixing                     | Stephen Lee     | Ding Junhui     | 4:0      |
| 7      | 16. August bis 18. August 2012 5. Oktober bis 7. Oktober 2012   | ET Event 2 – Gdynia Open 2012                  | Sheffield Gdynia           | Neil Robertson  | Jamie Burnett   | 4:3      |
| 8      | 17. Oktober bis 21. Oktober 2012                                | ET Event 3 – Antwerp Open 2012                 | Antwerpen                  | Mark Allen      | Mark Selby      | 4:1      |
| 9      | 5. November bis 9. November 2012                                | APTC Event 3                                   | Zhengzhou                  | Stuart Bingham  | Li Hang         | 4:3      |
| 10     | 11. November bis 14. November 2012                              | PTC Event 4 – Kay Suzanne Memorial Trophy 2012 | Gloucester                 | John Higgins    | Judd Trump      | 4:2      |
| 11     | 15. November bis 18. November 2012                              | ET Event 4 – Bulgarian Open 2012               | Sofia                      | Judd Trump      | John Higgins    | 4:0      |
| 12     | 13. Dezember bis 16. Dezember 2012                              | ET Event 5 – Scottish Open 2012                | Ravenscraig                | Ding Junhui     | Anthony McGill  | 4:2      |
| 13     | 26. November bis 27. November 2012 4. Januar bis 6. Januar 2013 | ET Event 6 – Munich Open 2013                  | Sheffield Fürstenfeldbruck | Mark Selby      | Graeme Dott     | 4:3      |
| Finale | 12. März bis 17. März 2013                                      | Grand Finals                                   | Galway                     | Ding Junhui     | Neil Robertson  | 4:3      |

## Preisgeld und Ranglistenpunkte
Das Preisgeld für die PTC-Turniere auf dem europäischen Festland wurde in Euro ausgezahlt. Das Preisgeld für die PTC-Turniere in Großbritannien, Asien und für das Finale wurde in Pfund Sterling ausgezahlt.
|                 | Preisgeld                       | Ranglistenpunkte1 |
| --------------- | ------------------------------- | ----------------- |
| Gewinner        | 10.000 £ / 12.000 € (100.000 £) | 2.000 (3.000)     |
| Finalist        | 5.000 £ / 6.000 € (40.000 £)    | 1.600 (2.400)     |
| Halbfinalist    | 2.500 £ / 3.000 € (20.000 £)    | 1.280 (1.920)     |
| Viertelfinalist | 1.500 £ / 2.000 € (9.500 £)     | 1.000 (1.500)     |
| Achtelfinalist  | 1.000 £ / 1.250 € (5.000 £)     | 760 (1.140)       |
| Letzten 32      | 600 £ / 750 € (2.500 £)         | 560 (840)         |
| Letzten 64      | 200 £ / 500 €                   | 360               |
| Höchstes Break  | (2.000 £)                       |                   |
| Maximum-Break   | 500 £ / 14.760 £2 (1.000 £)     |                   |
| Summe           | 50.000 £ / 70.000 € (301.000 £) |                   |

Die Werte in Klammern galten für das Finale.
- 1Nur Profispieler erhielten Ranglistenpunkte.
- 2Wurde in einem PTC-Event kein Maximum-Break erzielt, kumulierten die 500 £ zu 1.000, 1.500, 2.000 £ usw. Es gab kein Maximum-Break-Preisgeld für das erste Event in Asien,[12] aber später gab Shark Cue 14.760 £ als Maximum-Break Preisgeld für das zweite und dritte Event. Wäre das Preisgeld im zweiten Event gewonnen worden, dann hätte es kein Preisgeld für das dritte Event gegeben.[13]

## Preisgeldrangliste
| Platza   | Spieler          | Preisgeld insg. | Teilnahmen | Teilnahmen | Teilnahmen |
| Platza   | Spieler          | Preisgeld insg. | UK         | Europa     | Gesamt     |
| -------- | ---------------- | --------------- | ---------- | ---------- | ---------- |
| 1. (1)   | Mark Selby       | 34.900          | 4          | 5          | 9          |
| 2. (2)   | Judd Trump       | 22.250          | 4          | 4          | 8          |
| 3. (3)   | Stephen Maguire  | 20.100          | 4          | 3          | 7          |
| 4. (4)   | John Higgins     | 19.150          | 3          | 5          | 8          |
| 5. (5)   | Neil Robertson   | 19.050          | 2          | 5          | 7          |
| 6. (6)   | Ding Junhui      | 18.100          | 2          | 4          | 6          |
| 7. (9)   | Rod Lawler       | 16.400          | 4          | 6          | 10         |
| 8. (7)   | Mark Allen       | 16.050          | 3          | 5          | 8          |
| 9. (8)   | Martin Gould     | 15.950          | 4          | 6          | 10         |
| 10. (12) | Ben Woollaston   | 11.300          | 4          | 6          | 10         |
| 11. (41) | Graeme Dott      | 10.500          | 4          | 5          | 9          |
| 12. (13) | Jamie Burnett    | 9.950           | 4          | 4          | 8          |
| 13. (16) | Jack Lisowski    | 9.850           | 4          | 6          | 10         |
| 14. (11) | Andrew Higginson | 9.850           | 4          | 6          | 10         |
| 15. (10) | Barry Hawkins    | 9.550           | 4          | 6          | 10         |
| 16. (15) | Ken Doherty      | 9.400           | 3          | 6          | 9          |
| 17. (14) | Anthony McGill   | 9.400           | 4          | 6          | 10         |
| 18. (18) | Joe Swail        | 8.600           | 4          | 6          | 10         |
| 19. (20) | Allister Carter  | 8.550           | 4          | 4          | 8          |
| 20. (17) | Joe Perry        | 8.300           | 4          | 6          | 10         |
| 21. (21) | Marco Fu         | 8.100           | 4          | 4          | 8          |
| 22. (19) | Mark Williams    | 8.100           | 4          | 4          | 8          |
| 23. (33) | Kurt Maflin      | 7.550           | 3          | 6          | 9          |
| 24. (26) | Mark Davis       | 7.550           | 4          | 6          | 10         |
| 25. (22) | Alfie Burden     | 7.550           | 4          | 6          | 10         |
| 26. (23) | Mark Joyce       | 7.400           | 4          | 6          | 10         |
| …        | …                | …               | …          | …          | …          |
| 95. (94) | Phil Barnes      | 1.250           | 0          | 4          | 4          |

|  | Schon qualifiziert für das Finalturnier durch die Asien-Preisgeldrangliste. |
|  | Amateurspieler (In der Saison 2012/13 nicht auf der Snooker Main Tour).     |

| Platza  | Spieler        | Preisgeld insg. | Teil- nahmen |
| ------- | -------------- | --------------- | ------------ |
| 1. (2)  | Stuart Bingham | 20.600          | 3            |
| 2. (1)  | Stephen Lee    | 15.000          | 2            |
| 3. (3)  | Ding Junhui    | 7.100           | 3            |
| 4. (54) | Li Hang        | 5.400           | 3            |
| 5. (7)  | Robert Milkins | 5.000           | 3            |
| 6. (12) | Tom Ford       | 4.500           | 3            |
| 7. (6)  | Cao Yupeng     | 4.200           | 3            |
| 8. (5)  | Xiao Guodong   | 3.700           | 3            |

|  | Für das Finalturnier suspendiert aufgrund laufender Untersuchungen in einem Wettmanipulationsfall. |
|  | Amateurspieler (In der Saison 2012/13 nicht auf der Snooker Main Tour).                            |

## Qualifikation für die Main Tour
| Platz | Spieler       | Preisgeld | Order of Merit |
| ----- | ------------- | --------- | -------------- |
| 1.    | Joe Swail     | 8.600     | 18.            |
| 2.    | Andrew Pagett | 4.000     | 55.            |
| 3.    | Gary Wilson   | 4.000     | 56.            |
| 4.    | Andrew Norman | 3.950     | 57.            |
| 5.    | John Astley   | 3.850     | 58.            |
| 6.    | Allan Taylor  | 3.850     | 60.            |
| 7.    | Kyren Wilson  | 2.500     | 75.            |
| 8.    | Chris Norbury | 2.250     | 79.            |

|  | Amateurspieler (in der Saison 2012/13 nicht auf der Main Tour) |

| Platz | Spieler     | Preisgeld | Order of Merit |
| ----- | ----------- | --------- | -------------- |
| 1.    | Li Hang     | 5.400     | 4.             |
| 2.    | Jin Long    | 2.300     | 13.            |
| 3.    | Shi Hanqing | 2.200     | 14.            |
| 4.    | Cao Xinlong | 2.200     | 17.            |

|  | Amateurspieler (in der Saison 2012/13 nicht auf der Main Tour) |